# دیانا (بازیگر)
اختر کریمی زند با نام هنری دیانا (۲ خرداد ۱۳۰۷ – اردیبهشت ۱۳۹۴) هنرپیشه تلویزیون و سینمای ایران بود.

## زندگی‌نامه
اختر کریمی زند در سال ۱۳۰۷ در تهران زاده شد. او تحصیلات خود را در مقطع ابتدایی رها کرد. وی همسر عبدالوهاب شهیدی (خواننده) و مادر شاپور شهیدی بود. او یکی از بازیگران زن نقش‌های کمدی در سینما و همین‌طور سریال‌های تلویزیونی در پیش از انقلاب ۱۳۵۷ بود.
اختر کریمی زند از سال ۱۳۳۰ فعالیت خود را با بازی در نمایش فتح سنندج در تئاتر سپاهان اصفهان آغاز نمود. او در مدت ۱۵ سال حضور در صحنه تئاتر در نمایش‌هائی مانند بینوایان، خانهٔ برنارد آلبا، بتکده سومنات، از کجا آورده‌ای، پدر مصلحتی، جان فدای وطن، مست و معروفه، یک اشتباه از خردمندترین آدم‌ها سر می‌زند، الوت، در پوست شیر، هاملت با سالاد فصل، و لبنک اب فروش بازی کرد.
کریمی زند فعالیت خوانندگی و گویندگی در رادیو را از سال ۱۳۴۰ آغاز کرد. او در این زمان نام «دیانا» را برای خود برگزید. او در سال ۱۳۳۸ با بازی در فیلم تپه عشق ساخته ساموئل خاچیکیان فعالیت سینمایی خود را آغاز نمود. چند ماه بعد به دعوت سازمان رادیو تلویزیون ملی ایران در مجموعه خانه قمر خانم بازی کرد. در سال‌های بعد در مجموعه‌های تلویزیونی آلاخون‌والاخون، کانون گرم خانواده، ایتالیا ایتالیا، بینوایان، و عروسی ۷۷ ایفای نقش نمود. دیانا در فیلم سینمایی محلل ساخته نصرت کریمی و خواستگار علی حاتمی بازی کرد. لازم به ذکر است فیلم‌هایی که در آن دیانا لهجه اصفهانی داشت توسط سیمین سرکوب دوبلور شده‌اند.
اختر کریمی زند در اردیبهشت ۱۳۹۴ در سن ۸۷ سالگی درگذشت و اجازه دفن در قطعه هنرمندان بهشت زهرا را به او ندادند.

## فعالیت‌ها
- فعالیت در تئاتر از: ۱۳۳۰ با فتح سنندج در تئاتر سپاهان اصفهان
- فعالیت در سینما از: ۱۳۳۸ با تپه عشق
- فعالیت در تلویزیون از: ۱۳۴۹ با خانه قمر خانم

## فیلم‌شناسی
- تپه عشق (۱۳۳۸)
- چشمه عشاق (۱۳۳۹)
- چشم عشاق (۱۳۳۹)
- گلی در شوره‌زار (۱۳۴۰)
- وسوسه (۱۳۴۳)
- سه تفنگدار (۱۳۴۳)
- سرکش (۱۳۴۳)
- سه تا بزن‌بهادر (۱۳۴۴)
- مأمور دو جانبه (۱۳۴۵)
- بی عشق هرگز (۱۳۴۵)
- تک‌تازان صحرا (۱۳۴۷)
- عروس بیانکا (۱۳۴۹)
- سوغات اصفهان (۱۳۴۹)
- محلل (۱۳۵۰)
- شاطر عباس (۱۳۵۰)
- درشکه‌چی (۱۳۵۰)
- قمار زندگی (۱۳۵۱)
- غریبه (۱۳۵۱)
- خواستگار (۱۳۵۱)
- حکیم‌باشی (۱۳۵۱)
- تختخواب سه نفره (۱۳۵۱)
- اکبر دیلماج (۱۳۵۲)
- آقا مهدی کله‌پز (۱۳۵۲)
- مواظب کلات باش (۱۳۵۳)
- مرغ همسایه (۱۳۵۳)
- خوشگلا عوضی گرفتین (۱۳۵۳)
- آقا رضای گل (۱۳۵۳)
- مرد شرقی و زن فرنگی (۱۳۵۴)

## مجموعه تلویزیونی
- خانه قمرخانم (۱۳۵۰–۱۳۴۷)
- تلخ و شیرین (۱۳۵۳)
- آلاخون‌والاخون (۱۳۵۵–۱۳۵۴)
- خسرو میرزای دوم (۱۳۵۶)
- عکاس‌باشی (۱۳۵۶)
- عشق پیری (۱۳۵۶)
- ایتالیا ایتالیا (۱۳۵۶)
- سرنخ (۱۳۷۵)
- عروسی ۷۷ (۱۳۷۷)